# Lijst van rivieren in Noorwegen

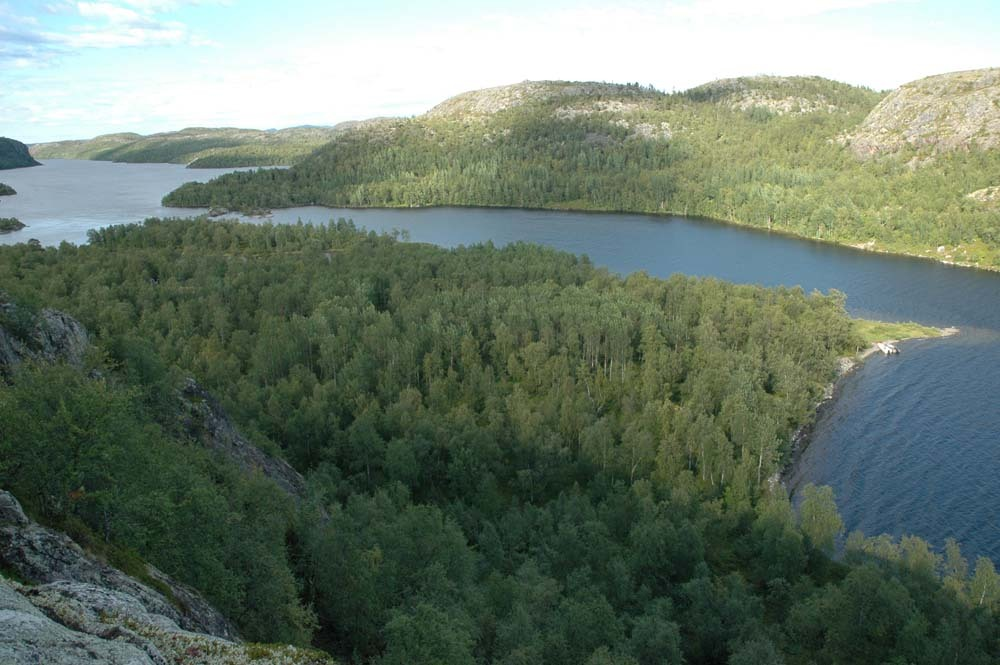
Pasvikelva

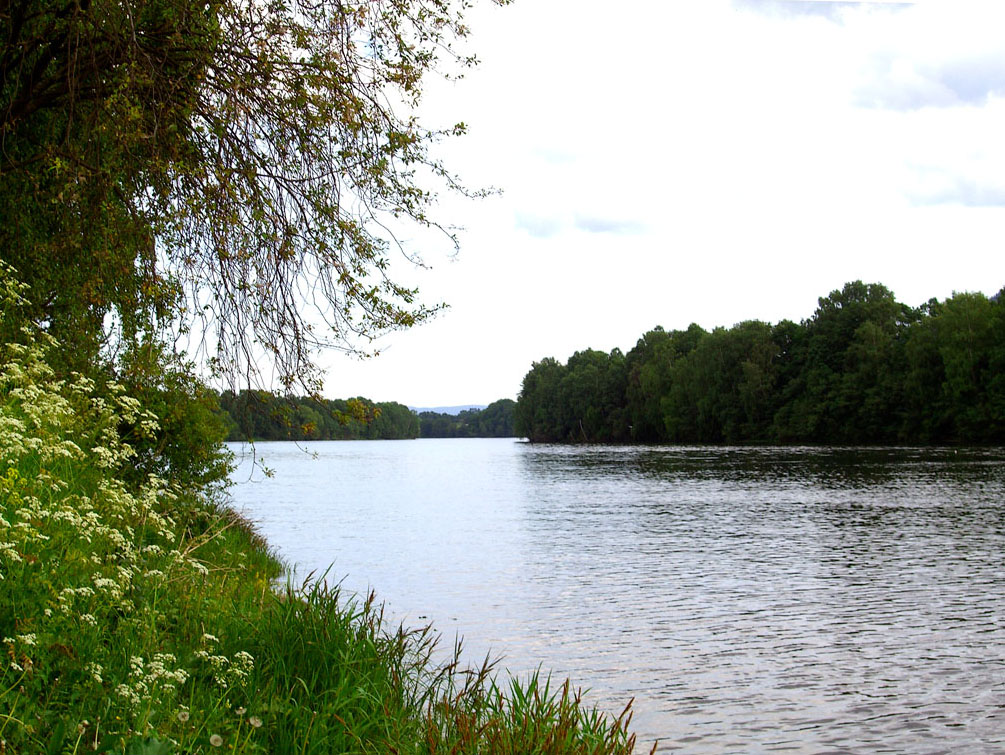
De Drammenselva vanuit Solbergelva

De lijst van rivieren in Noorwegen bevat een overzicht van de 20 langste rivieren in Noorwegen.
1. Glomma
2. Pasvikelva en Ivalojoki (236) (grootste deel stroomt in Finland)
3. Numedalslågen
4. Gudbrandsdalslågen en Vorma
5. Tanaelva
6. Drammenselva
7. Skiensvassdraget
8. Begna
9. Otra
10. Trysilelva
11. Altaelva
12. Namsen
13. Hallingdalselva en Snarumselva
14. Arendalsvassdraget (Nidelva)
15. Orklaelva
16. Renaelva
17. Vefsna
18. Nea-Nidelvvassdraget
19. Karasjohka
20. Gaula